# MOL Aréna
MOL Aréna (dříve znám pod názvy DAC-aréna a Mestský štadión DAC Dunajská Streda) je fotbalový stadion slovenského klubu DAC 1904 Dunajská Streda, má kapacitu 16 410 míst, z toho 3 410 je na sezení. Osvětlení stadionu je 1 100 luxů.
Hlavní tribuna z roku 2002 byla postavená počátkem 80. let 20. století a byla zkolaudovaná v roce 1985 při příležitosti spartakiády. Východní tribuna se stavěla v letech 1987–1989. Stadion byl vybaven kamerovým systémem v roce 2010, tehdy se bezpečnostní kamery staly povinnou položkou ve výbavě fotbalových stadionů na Slovensku.

## Rekonstrukce
V roce 2013 se začal realizovat projekt modernizace fotbalových stadionů na Slovensku, na který vláda SR vyhradila celkovou dotaci 45 milionů eur za 10 let (4,5 mil. ročně). Celková výše pro Dunajskou stredu by měla činit 2,4 milionu eur, měl by být postaven kompletně nový stadion na místě starého. V roce 2016 se začaly první práce na velké přestavbě stadionu, při které bude postaven téměř nový stadion. Pojmenován bude jako DAC-aréna a konečná fáze výstavby se plánuje v roce 2018.
Při první fázi dokončené v listopadu 2016 byly vystavěny dvě nové strmé tribuny s kapacitou 6 839 míst (požadavkem bylo, aby byli diváci co nejblíže hřišti). Nové vyhřívané hřiště bylo otočené o 90 stupňů oproti své původního orientaci.
Ve druhé fázi se plánuje s výstavbou hlavní tribuny s kabinami hráčů a VIP prostorami. Ve třetí fáze by měla být dostavěna poslední tribuna D, po jejíž výstavbě by měla nově kapacita stadionu 13 000 diváků.